# Curth Samuelson
Curth Samuelson, född 1927 i Stockholm, är en svensk målare.
Samuelson har ställt ut separat i bland annat Nässjö, Malmö, Höganäs, Göteborg och på Galerie Hochhuth i Hamburg samt medverkat i ett stort antal samlingsutställningar i Sverige och Frankrike. Bland hans offentliga arbeten märks den 2x10 meter stora väggmålningen som han utförde på Kockums i Malmö. Samuelson finns representerad i Nässjö kommun och Höganäs kommun.   